# 高瀬伸
高瀬 伸（たかせ しん、1976年 - ）は、日本のゲームシナリオライター。愛知県名古屋市出身。旧名義は高林伸二。

## 作品一覧
ゲーム作品
- 輝く季節へ（清水 なつき）
- Memories Off
- てんたま-1st Sunny Side-（メイン）
- Iris 〜イリス〜（メイン）
- てんたま2wins（メイン）
- Monochrome（メイン）
- マビノ×スタイル
- We Are*
- 水月弐（メイン）

小説作品
- Iris 〜イリス〜（ファミ通文庫）
- Monochrome -One Year After-（JIVE）